# Sinistra Piave
Sinistra Piave è l'area geografica compresa tra i corsi dei fiumi Piave e Livenza, corrispondente alla parte orientale della provincia di Treviso (esclusa Meduna di Livenza) più, per estensione, una parte della provincia di Belluno e della città metropolitana di Venezia. Si contrappone alla Destra Piave, corrispondente all'incirca alla rimanente parte occidentale della provincia di Treviso e della Valbelluna (provincia di Belluno).

## Territorio
La Sinistra Piave comprende i comuni di Belluno, Lentiai, Limana, Mel, Trichiana e parte di Setteville (più precisamente l'ex comune di Vas) in provincia di Belluno; Cappella Maggiore, Cessalto, Chiarano, Cimadolmo, Codognè, Colle Umberto, Conegliano, Cordignano, Farra di Soligo, Fontanelle, Fregona, Gaiarine, Godega di Sant'Urbano, Gorgo al Monticano, Mansuè, Mareno di Piave, Moriago della Battaglia, Motta di Livenza, Oderzo, Ormelle, Orsago, Pieve di Soligo, Ponte di Piave, Portobuffolé, Refrontolo, Revine Lago, Salgareda, San Fior, San Pietro di Feletto, San Polo di Piave, Santa Lucia di Piave, San Vendemiano, Sarmede, Segusino, Sernaglia della Battaglia, Susegana, Tarzo, Valdobbiadene, Vazzola, Vidor e Vittorio Veneto in provincia di Treviso; Caorle, Ceggia, Eraclea, Noventa di Piave, San Donà di Piave e Torre di Mosto nella città metropolitana di Venezia.

### Sinistra Piave alta
La parte più settentrionale della Sinistra Piave si estende tutta in provincia di Belluno, più precisamente nella popolosa Valbelluna, e, lungo la strada provinciale 1 (detta appunto Sinistra Piave perché costeggia il fiume da quel lato), comprende i comuni di Vas, Lentiai, Mel, Trichiana, Limana e parte del territorio comunale della città di Belluno. Questo territorio, che custodisce con scrupolosa cura luoghi e sentieri particolarmente cari allo scrittore Dino Buzzati, si stende dalle rive del Piave fino alle cime delle prealpi bellunesi, segnando il confine con le Dolomiti meridionali.
I cinque comuni della Valbelluna, unitamente ai comuni trevigiani di Segusino, Valdobbiadene e Vidor, costituiscono il territorio denominato "Foresta Regionale della Sinistra Piave" lungo la dorsale del Monte Cesen - Col Visentin, sito di interesse comunitario per le sue caratteristiche ecologiche e naturalistiche.
Già nell'antichità, qui il Piave segnava il confine tra le genti venete (in sponda sinistra) e i Reti del Feltrino (in sponda destra), di cultura trentina. Analoga suddivisione si riscontra nella X Regio augustea fra la tribù Papiria (Belluno e Oderzo) e la tribù Menenia (Feltre e Vicenza). Nel VI secolo la Sinistra Piave divenne l'estrema difesa bizantina contro l'invasione dei Longobardi che, due secoli dopo, la utilizzarono a loro volta contro i Franchi. Con l'introduzione dei vescovi-conti, la zona entrò a far parte della diocesi di Oderzo e poi della diocesi di Ceneda, confinante con quella di Belluno lungo il corso del torrente Limana.

### Sinistra Piave bassa
Storicamente, l'area coincide con quella che in epoca romana era di pertinenza del municipium di Opitergium (Oderzo) e, con l'avvento dei Longobardi, del ducato di Ceneda. Dal punto di vista ecclesiastico la Sinistra Piave corrisponde ai territori dell'antica diocesi di Oderzo, ereditati in seguito dalla diocesi di Ceneda (oggi diocesi di Vittorio Veneto).
Tradizionalmente, le aree principali della Sinistra Piave sono quelle che fanno riferimento ai centri di Vittorio Veneto con il suo territorio montuoso e collinare, quello collinare e pianeggiante di Conegliano e la piana di Oderzo, cui si possono aggiungere, per quantità di popolazione, le zone di Pieve di Soligo e Motta di Livenza.